# FIM Europe
Die FIM Europe (kurz für französisch Fédération Internationale de Motocyclisme Europe) ist der europäische Dachverband für Motorräder und Motorradsport und als solcher verantwortlich für alle in Europa stattfindenden Motorradsport-Veranstaltungen, die nicht zu einer Weltmeisterschaft zählen. Der Verband wurde 1995 als UEM (Union Européenne de Motocyclisme, englisch: European Motorcycle Union) gegründet. 2010 beschloss der Weltverband FIM eine Neugliederung der kontinentalen Verbände und entsprechend wurde 2013 die UEM in FIM Europe (häufig abgekürzt in „FIM/E“) umbenannt.

## Geschichte

Logo der UEM (von 1995 bis 2013)

Am 5. September 1995 fand in München ein Treffen von Vertretern von sieben nationalen europäischen Verbänden mit dem Ziel statt, eine Dachorganisation für den Motorradsport nach dem Vorbild anderer kontinentaler Organisationen zu schaffen. Es waren Vertreter aus Frankreich, Italien, der Schweiz, Griechenland, der Slowakei, Portugal und Deutschland anwesend. Verabschiedet wurde eine Absichtserklärung, wonach der zu gründende Verband Teil der FIM werden und seine Aufgabe in Förderung, Entwicklung und Verbreitung des Motorradsports liegen sollte. Bei einem weiteren Treffen am 27. November 1995 in Bratislava schlossen sich die nationalen Verbände von Weißrussland, Bulgarien, Estland, Ungarn, Litauen und der Tschechischen Republik an.
Auf der konstituierenden Sitzung in Paris am 17. Februar 1996 wurde schließlich die „Union Européenne de Motocyclisme“ als Dachorganisation von 21 nationalen Verbänden gegründet. Es wurden zwei Ausschüsse ins Leben gerufen, deren Aufgabengebiete der Sport bzw. Förderung, Tourismus, Sicherheit und Transport waren. 1997 wurde die UEM von der FIM offiziell als kontinentaler Verband anerkannt, und 2013 entsprechend in FIM Europe umbenannt.

## Meisterschaften
- Drag-Bike-Europameisterschaft
- Grasbahn-Europameisterschaft
- Motorrad-Europameisterschaft
- Speedway-Europapokal der Landesmeister
- Speedway-Paar-Europameisterschaft
- Speedway-Einzel-Europameisterschaft der Junioren
- Speedway-Team-Europameisterschaft der Junioren